# Air Gemuruh
Air Gemuruh is een bestuurslaag in het regentschap Bungo van de provincie Jambi, Indonesië. Air Gemuruh telt 2686 inwoners (volkstelling 2010).